# Réseau libre
Réseau libre, anciennement EuroCalifat, est un site internet français d'extrême droite, hébergé en Russie.
Il est connu pour appeler régulièrement au meurtre de personnalités.

## Histoire

### Création
Le site internet est créé lors de l’été 2015, d’abord sous le nom d'EuroCalifat, puis de Réseau libre.
Le site héberge alors notamment des productions de Xavier Raufer, qui après avoir milité au sein du mouvement néofasciste Occident, s’est fait connaître par ses nombreux ouvrages, certains coécrits avec Alain Bauer, consacrés à la criminalité et au terrorisme. Le site, qui compte alors moins de 1 500 abonnés à sa newsletter et 2 600 commentateurs uniques, cherche à perpétrer des attentats visant la communauté musulmane, et s'en prend également aux victimes des attentats du 13 novembre 2015 comme au colonel Arnaud Beltrame.
Mediapart indique en 2019 que l’adresse IP de ce site était localisée en Russie et l’administration et l’animation du site renvoient vers Joël Michel Sambuis, un Français réfugié en Russie. Il était déjà le présumé cerveau derrière SOS Racaille, un site fermé pour incitation à la haine raciale. Condamné en France pour « détention d’armes » en marge d’un groupe paramilitaire effectuant des virées armées, « escroquerie », « faux et usage de faux », ce diplômé en mathématiques de l’université de Grenoble s’était exilé en 1998 à Moscou grâce à un passeport contrefait. Joël Michel Sambuis avait été arrêté à Moscou en 2002 dans le cadre d’une opération de police franco-russe, mais la Russie avait refusé de l’extrader en 2004. Il avait alors demandé l’asile à Vladimir Poutine,.
Le 26 avril 2018, le conseiller régional Pierre Serne dépose une plainte avec constitution de partie civile des chefs d’« injure publique en raison de l’orientation sexuelle » et de « provocation à la haine, à la violence ou à la discrimination à raison de l’orientation sexuelle ». L’enquête, ouverte en août 2018, est close un mois et demi plus tard, les investigations menées n’ayant pas permis d’identifier l’auteur et le directeur de publication de Réseau libre.
En 2023, après cinq années de pause, le site est relancé avec comme ligne directrice la haine des étrangers et des minorités. En octobre 2023, le site appelait au meurtre de 180 personnalités, dont des professionnels de la presse, tous signataires d’une tribune pour défendre la liberté d’informer.

### Réactions aux élections européennes et législatives de 2024 en France
Le 3 juillet 2024, après avoir proféré des menaces de mort contre des journalistes de Mediapart, il publie une liste de 98 avocats « à éliminer », suscitant de nombreuses réactions scandalisées,,. La liste d’avocats a été visée car ils étaient tous signataires d’une tribune contre le Rassemblement national,.
Après le second tour des élections législatives de 2024, le 8 juillet, le site publie un texte invitant à assassiner cinq nouvelles cibles : quatre personnalités politiques de gauche, Alexis Corbière, Manuel Bompard, Ian Brossat, Rachel Keke, et un avocat, Yassine Bouzrou,,. Yassine Bouzrou annonce à l'Agence Radio France avoir porté plainte lundi auprès du Parquet national antiterroriste. Plus largement, commente le Huffington Post « Cet article appelle d’abord à attaquer de manière générale "des cibles qui assument leur statut d’ennemi". Concrètement, il s’agit "des avocats, journalistes, associatifs et politicards de second ordre ». Le texte invite à les tuer pour « se protéger". Il détaille même les méthodes possibles : "arme à feu, couteau de cuisine, arbalète, voire un manche de pioche" (...), les adresses de plusieurs responsables politiques de gauche de premier plan ont été révélées avec cette consigne : "on chope l’ennemi et on le neutralise une bonne fois pour toutes" ».
Ces menaces inédites ont conduit le Conseil de l'Ordre des avocats de Paris à saisir le procureur, puis le ministre de la Justice. Plusieurs avocats ont organisés une manifestation à Caen contre l’appel du site à les « éliminer »,. Une enquête, confiée à la direction régionale de la police judiciaire de Versailles, est ouverte le 5 juillet des chefs de menaces de mort envers avocats et cyberharcèlement. L'ONG Reporter sans frontière porte plainte le 15 juillet.

### Autres affaires
En juillet 2024, la militante écologiste Camille Étienne porte plainte contre le site après avoir reçu des menaces de mort.